# Kitanakagusuku
Kitanakagusuku (北中城村?, Kitanakagusuku-son) è un villaggio giapponese della prefettura di Okinawa.
Nei suoi pressi si trovano il Castello Naka e le rovine dell'Hotel Nakagusuku.